# American Love
"American Love" é uma música composta pelo cantor norueguês Espen Lind, lançada como single na década de 1990.

## Lançamento
A música foi lançada originalmente em 1995, como terceiro single do álbum de estreia Mmm... Prepare to be Swayed, quando Espen utilizava o pseudônimo Sway. A versão original possui 5'49" de duração e um arranjo rock, com acompanhamento de uma guitarra.
Posteriormente, em 1998, a faixa foi incluída na versão internacional do segundo disco do cantor, intitulado Red. O álbum foi mixado em Los Angeles pelo produtor Bob Rosa e traz uma nova versão de "American Love", com um arranjo mais pop e menor duração. A música foi relançada como um novo single em 1998, apenas na Noruega.

## CD Single

### Noruega versão Sway
(MCD33575 MCA 1995) 
1. "American Love" [Single Edit]
2. "American Love" [Album version]
3. "American Love" [Big happy karaoke edit]
4. "American Love" [Swordfish Jelly (demo version)]

### Noruega versão Red
(UMD86012 Universal 1998) 
1. "American Love" (Radio Edit) - 3:51
2. "American Love" (Album version) - 4:35
3. "American Love" (TV version) - 4:40